# Лавінгстон (Вірджинія)
Лавінгстон (англ. Lovingston) — переписна місцевість (CDP) в США, в окрузі Нелсон штату Вірджинія. Населення — 503 особи (2020).

## Географія
Лавінгстон розташований за координатами 37°45′50″ пн. ш. 78°51′35″ зх. д. / 37.76389° пн. ш. 78.85972° зх. д. (37.763887, -78.859694).  За даними Бюро перепису населення США в 2010 році переписна місцевість мала площу 10,45 км², з яких 10,45 км² — суходіл та 0,00 км² — водойми.

## Демографія
Згідно з переписом 2010 року, у переписній місцевості мешкало 520 осіб у 231 домогосподарстві у складі 114 родин. Густота населення становила 50 осіб/км².  Було 262 помешкання (25/км²).
Расовий склад населення:
| - 72,5 % — білих - 19,6 % — чорних або афроамериканців - 1,3 % — азіатів - 0,6 % — корінних американців - 1,2 % — осіб інших рас |

До двох чи більше рас належало 4,8 %. Частка іспаномовних становила 2,7 % від усіх жителів.
За віковим діапазоном населення розподілялося таким чином: 16,5 % — особи молодші 18 років, 52,7 % — особи у віці 18—64 років, 30,8 % — особи у віці 65 років та старші. Медіана віку мешканця становила 50,6 року. На 100 осіб жіночої статі у переписній місцевості припадало 82,5 чоловіків;  на 100 жінок у віці від 18 років та старших — 75,0 чоловіків також старших 18 років.
За межею бідності перебувало 44,6 % осіб, у тому числі 0,0 % дітей у віці до 18 років та 38,7 % осіб у віці 65 років та старших.
Цивільне працевлаштоване населення становило 158 осіб. Основні галузі зайнятості: освіта, охорона здоров'я та соціальна допомога — 37,3 %, роздрібна торгівля — 17,1 %, публічна адміністрація — 14,6 %.